# Ste-Catherine (La Flotte)

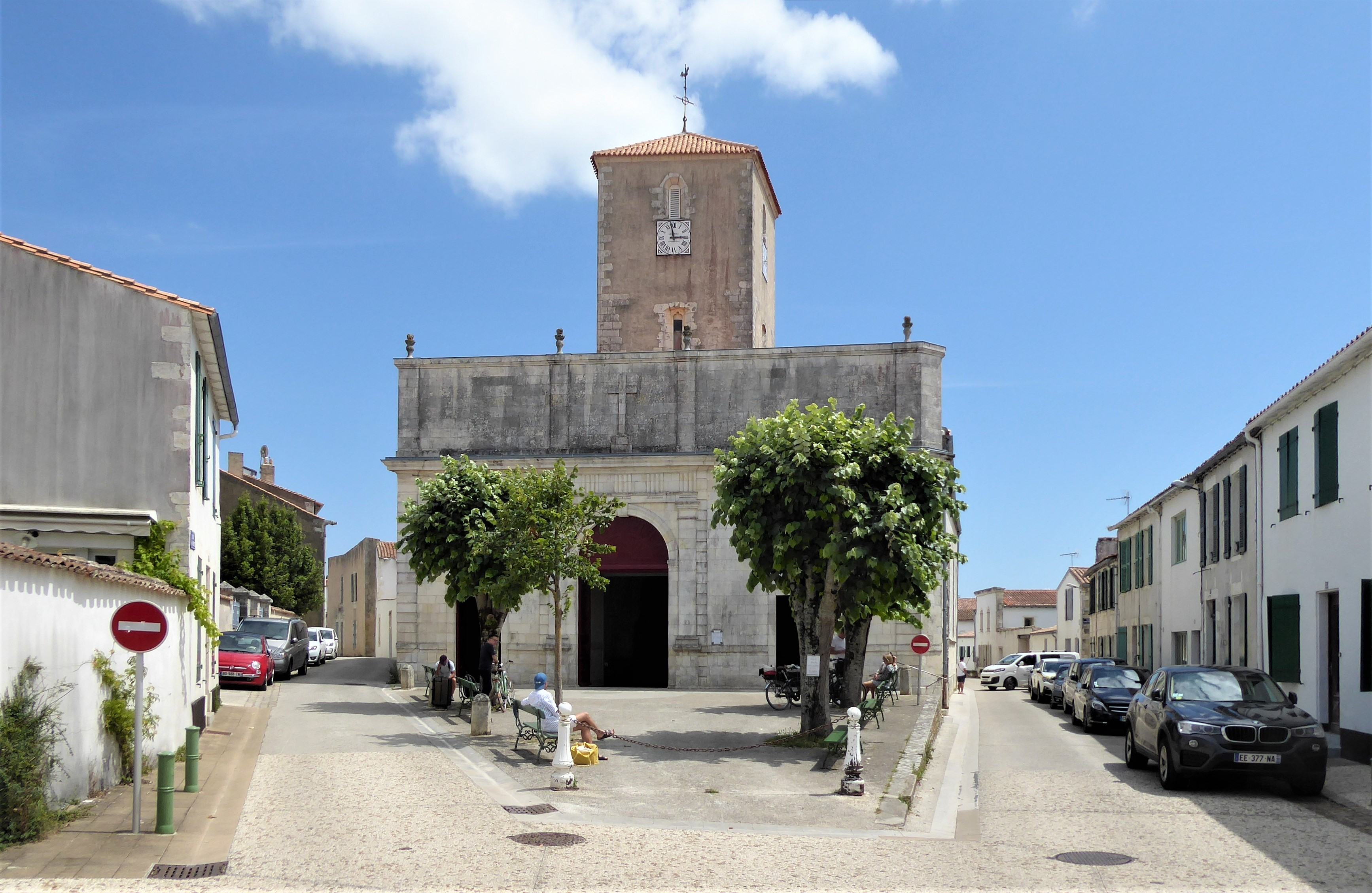
Die Kirche Ste-Catherine

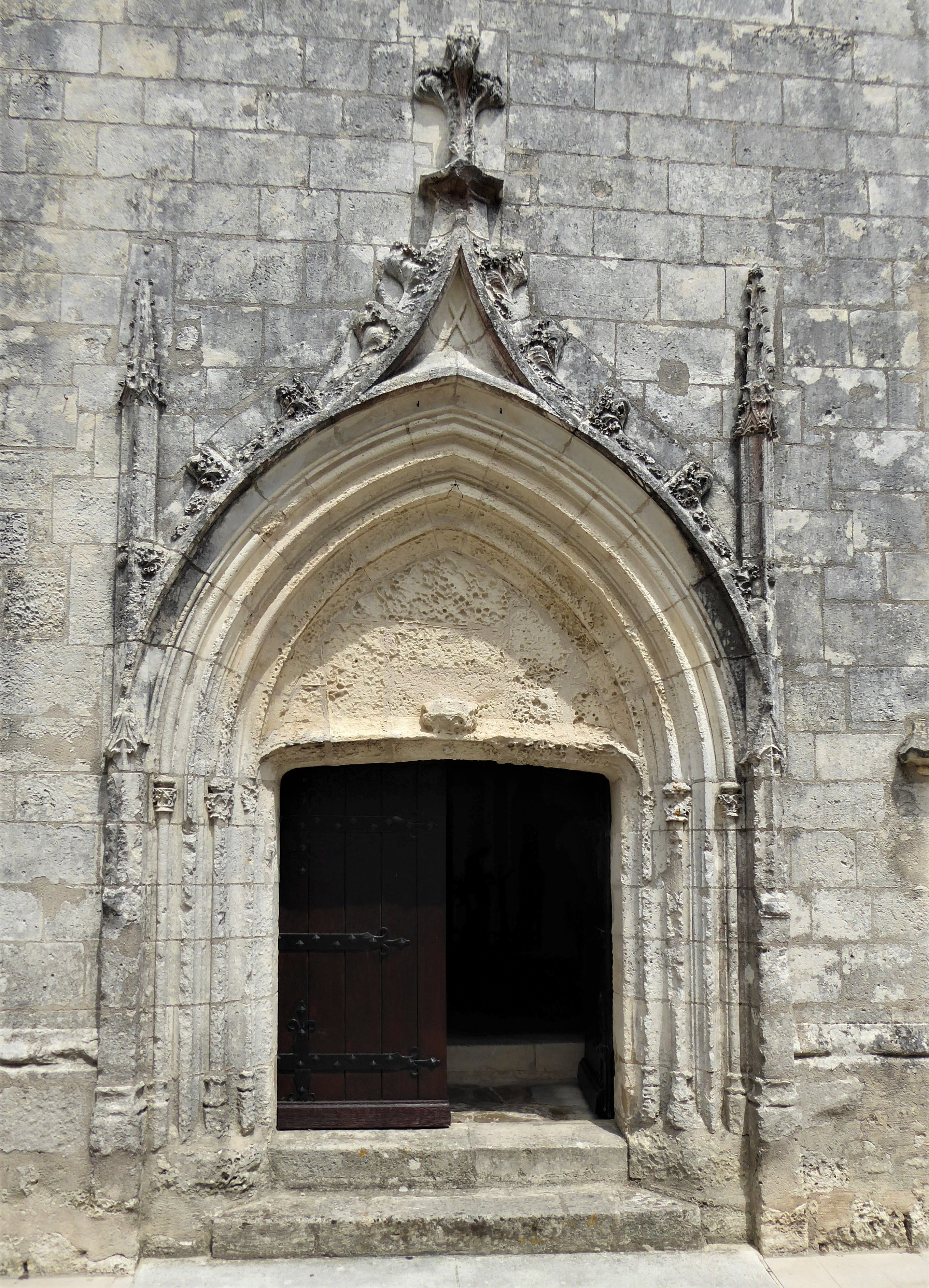
Das gotische Portal

Die römisch-katholische Kirche Ste-Catherine befindet sich in La Flotte auf der Île de Ré im Département Charente-Maritime in Frankreich. Seit dem Jahr 1988 sind Teile der Kirche als Monument historique eingestuft.

## Geschichte
Die Kirche Ste-Catherine geht im Kern auf einen gotischen Bau zurück, der wahrscheinlich im 14. und 15. Jahrhundert errichtet wurde. Von diesem Gotteshaus haben sich nach Zerstörungen in den Hugenottenkriegen ein Teil der Südwand, in der sich ein Portal im Stil der Flamboyantgotik befindet, sowie die westlichen Langhausjoche einschließlich der Vierung unter dem Glockenturm, der sein unterbrochenes Rippengewölbe durch ein Okulus bewahrt hat, erhalten. Diese Teile der Kirche bilden heute eine Art Vorhalle des eigentlichen für die Gottesdienste genutzten Kirchenschiffes. Das östlich anschließende Langhaus umfasst vier Joche, die von zwei Seitenschiffen flankiert werden, die um 1745 erbaut wurden und von einer flachen Apsis abgeschlossen werden. Um 1765 wurde der Glockenturm restauriert und erhöht. Die heutige neoklassizistische Fassade wurde im Jahr 1818 errichtet. Kirchenschiff und Seitenschiffe sind vertäfelt. Alle Wände sind mit Schablonenmalereien geschmückt, die 1893 von Malern aus Bordeaux ausgeführt wurden. Alle Buntglasfenster stammen aus der Werkstatt Besseyrias in Périgueux.

## Ausstattung
Siehe auch: Liste der denkmalgeschützten Einzelobjekte